# Економіка Білої Церкви
Економіка Білої Церкви — найбільша економіка області серед адміністративних суб'єктів по об'єму валового регіонального продукту, який становив 2876$ США на душу населення (2014 р.). Частка Білої Церкви у формування ВРП Київської області становить 8,7%.
Економіка міста представлена потужним промисловим комплексом, який складається із 57 підприємств різних галузей та видів діяльності. Провідними галузями економіки міста є хімічна і нафтохімічна промисловість, машинобудування, добувна, легка, харчова, переробна, фармацевтична промисловості, виробництво меблів тощо.
Біла Церква — найбільший на Київщині фінансовий, комерційний та промисловий центр.

## Історія
У XIV ст. разом із торгівлею і ремеслом у Білій Церкві широко розвивається промисловість. Відкриваються майстерні кравців, шевців, бондарів, кушнірів тощо.
1809—1814 рр. — на Базарній площі будуються торгові ряди, будівництво яких сприяло забудові навколишньої території.
1840-ві — 1850-ті рр. — у місті споруджено дві цегельні, гуральню, заводи: свічковий, сільськогосподарських машин, два шкіряних.
Кінець 1-ї половини XIX ст. — Біла Церква за розвитком промисловості та торгівлі займала одне із перших місць у Київській губернії. У місті було 13 підприємств, де працювало близько 200 осіб і 4231 домоволодіння. Тут щороку проводились великі сільськогосподарські ярмарки.
2-га половина XIX ст. — реформа 1861 р. змінила напрямок розвитку міста: закриваються нерентабельні підприємства, з'являються нові галузі промисловості. На заводі Менцеля вступають у дію нові цехи — ливарний, ковальський, будується новий завод стеаринових свічок, збільшується число кустарних майстерень.
В 1900 році тут працювали: завод сільськогосподарських машин, 5 цегельних, 6 шкіряних, пивоварний, 2 медоварних і 4 миловарних заводи, тютюнова, гільзова та 2 цукеркових фабрики, 4 слюсарних майстерні, 42 кузні, 2 вальцьових водяних млини, 13 крупорушок, 2 олійниці.
У 1940 р. у місті налічувалося 38 великих і середніх промислових підприємств.
1950 р. Усі підприємства Білої Церкви були повністю відбудовані. Випуск продукції у 4 рази перевищив довоєнний рівень.
1959–1965 рр. у місті збудовано і введено в дію 14 нових підприємств, у тому числі заводи: «Електроконденсатор», енергоремонтний, металовиробів, залізобетонних виробів, пивоварний, молочний, круп'яний, цегельний, вовнопрядильну фабрику.
1965 р. — початок будівництва Білоцерківського шинного комбінату.
В 1972 р. була випущена перша шина з маркою «Білоцерківський шинний завод».

## Фінансова сфера (Сфера послуг)

### ТРЦ
Функціонують у місті: 
- ТРЦ "Олександрія", вул. Сквирське шосе, 230;
- ТРЦ "Вега", вул. Героїв Небесної Сотні;
- ТРЦ "Гермес", вул. Ярослава Мудрого, 40

## Промисловість
Основними напрямами економічної діяльності є промисловість, будівництво, розвиток малого підприємництва. В місті активно розвивається приватний бізнес: здійснюють діяльність близько 2000 малих підприємств та понад 10 000 підприємців фізичних осіб. В розрахунку на 10 тис. жителів міста припадає 100 малих підприємств. На малих підприємствах міста зайнято 24 тис.чоловік, що становить 20 % у розрахунку до кількості населення у працездатному віці.
На промислових підприємствах впроваджуються новітні технології та досягнення науки і техніки, система якості багатьох підприємств сертифікована на відповідність стандарту ISO 9001:2000.
Найбільшими підприємствами міста є:
- ПрАТ «Росава» — виробництво автомобільних шин;
- ТОВ «Інтер-ГТВ», ТОВ "Білоцерківський завод «Трібо» — виробництво накладок, колодок гальмівних;
- ПАТ «Білоцерківський завод залізобетонних конструкцій», ТОВ «Білоцерківський домобудівельний комбінат», КП «Білоцерківбуд» — виробництво виробів з бетону для будівництва;
- ТОВ «Валтекс» — виробництво взуття, пошиття спецодягу, засобів індивідуального захисту;
- ТОВ НВП «БілоцерківМАЗ» — виробництво тракторів, інших машин та устаткування для сільського та лісового господарства;
- ДП «Білоцерківський завод „Еталон“» — виробництво дозиметричних приладів та ремонт устаткування;
- ПАТ НВФ «Ферокерам» — виробництво електродвигунів, генераторів i трансформаторів;
- ТОВ "СП «Укрінтерм» — виробництво, монтаж та обслуговування теплогенеруючого обладнання;
- ТОВ «Завод пакувального обладнання „Термо-Пак“» — виробництво устаткування загального призначення;
- ТДВ «Білоцерківський кар'єр» — добування декоративного та будівельного каменю;
- ПАТ «Білоцерківська книжкова фабрика» — поліграфічні послуги;
- ТОВ «Біофарма» — виробництво готових лікарських засобів;
- ТОВ «Маревен Фуд Європа» — виробництво харчових напівфабрикатів;
- ТОВ «Білоцерківський молочний комбінат» — виробництво молочної продукції;
- ПАТ «Білоцерківський консервний завод» — перероблення та консервування овочів та фруктів;
- ДП ПАТ «Київхліб» Білоцерківський хлібокомбінат — виробництво продуктів борошномельно-круп'яної промисловості;
- КП «Білоцерківхлібопродукт» — виробництво продуктів борошномельно-круп'яної промисловості, готових кормів для тварин, хліба та хлібобулочних виробів.
- ПАТ «Білоцерківський вантажний авіаційний комплекс (КП „БВАК“)» — обслуговування та ремонт повітряних суден з України та зарубіжжя.
- ТОВ "ВК НАВИН" - провідний виробник рушникосушарок та дизайн-радіаторів

Промислове виробництво міста набуло стійкої тенденції до зростання. Обсяги реалізації промислової продукції по м. Біла Церква становлять близько 10 % від обсягів по Київській області.
Публічне акціонерне товариство «Білоцерківський консервний завод», заснований в 1858 році, є одним з провідних підприємств по переробці сільськогосподарської сировини в Київському регіоні. Виробнича потужність заводу — 25 млн умовних банок на рік, що дозволяє виробляти продукцію великими промисловими партіями. Площа земельної ділянки — 7,62 гектара.
У 2008 році біля міста Біла Церква був побудований ТОВ «Білоцерківський молочний комбінат». Потужність комбінату — 250 тонн переробки молока на добу. Білоцерківський молочний комбінат є єдиним в Україні постачальником молочних сумішей для морозива та коктейлів компанії «МакДональдз Юкрейн Лтд».
У червні 2011 року міжнародна Компанія «Mareven Food Holding» спільно зі своїм стратегічним партнером — японським харчовим холдингом «Nissin Foods Holdings» оголосили про завершення будівництва заводу в Білій Церкві. На заводі компанії буде вироблятися продукція під торговою маркою «Rollton» [Архівовано 15 березня 2022 у Wayback Machine.]. Уже зараз в компанії «Mareven Food Європа» працює понад 400 працівників. Інвестиції в цей проект складають близько 35 мільйонів доларів.
У 2014 році відкрито біофармацевтичний науково-виробничий комплекс з виробництва готових лікарських засобів «ТОВ Біофарм-Інвест». Завод Біофарма спеціалізується на переробці донорської крові та виробництва препаратів з її компонентів.
У 2019 році в Білій Церкві відкрили сучасний завод із переробки плазми крові «Біофарма».

### Харчова промисловість
ТМ Маршалок - провідний регіональний виробник мясної продукції, напівфабрикатів, молочної продукції,
кондитерських виробів, детальніше на сайті www.marshalok.com.ua